# Tibia (mollusque)
Genre
Synonymes
- sous-genre Gladius (Rostellaria)[1]
- genre Gladius Mörch, 1852[1]
- genre Rostellaria Lamarck, 1799[1]
- genre Rostellum Montfort, 1810[1]

Tibia est un genre de mollusques gastéropodes de la famille des Rostellariidae.

## Liste des espèces
Selon World Register of Marine Species (15 novembre 2020) :
- Tibia curta (G. B. Sowerby II, 1842) -- Indo-Pacifique tropical
- Tibia fusus (Linnaeus, 1758) -- Indo-Pacifique tropical
- Tibia insulaechorab Röding, 1798 -- Indo-Pacifique, Mer Rouge et peut-être Méditerranée
- Tibia melanocheilus (A. Adams, 1855) -- Indonésie

## Galerie

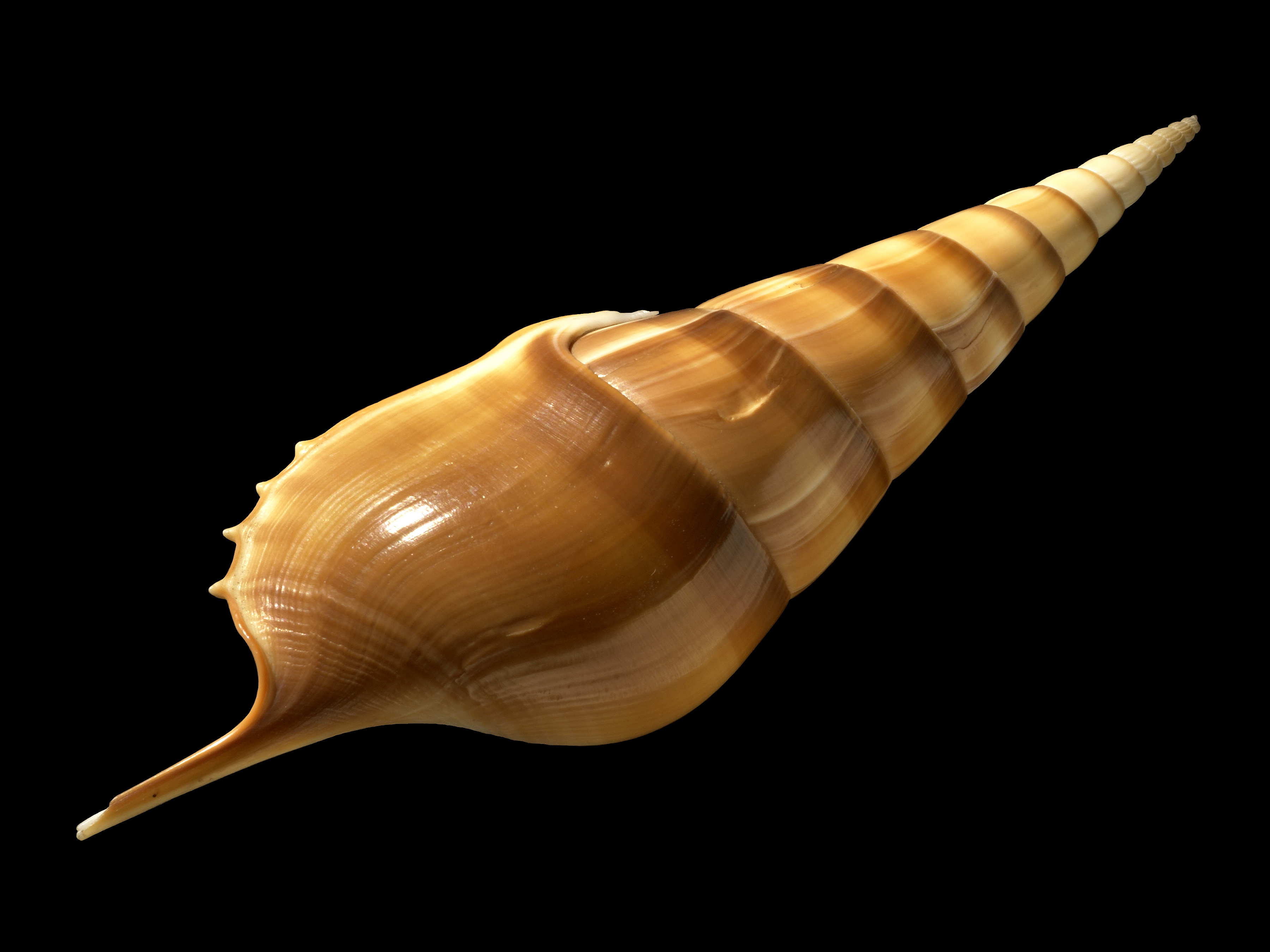
Tibia curta.
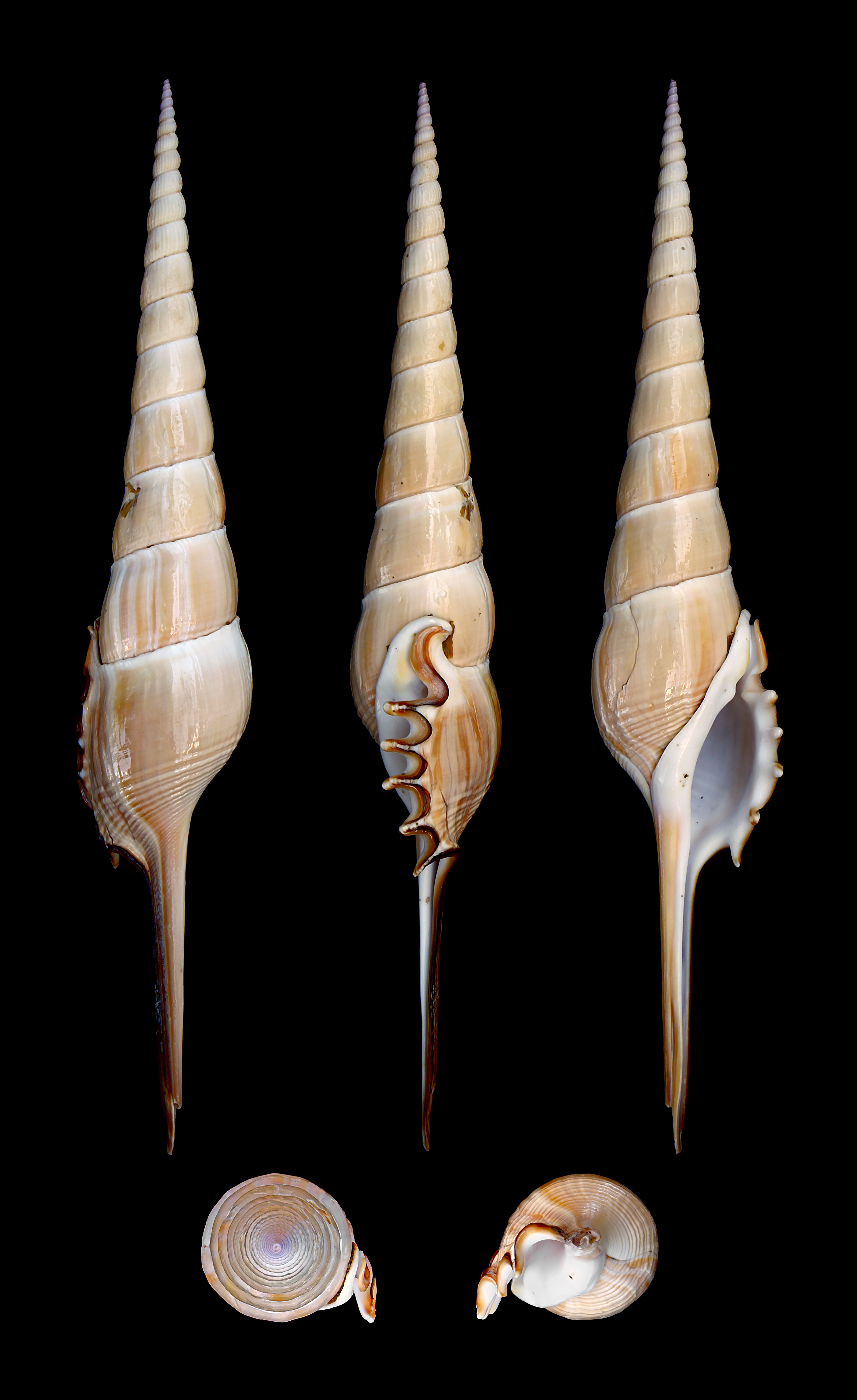
Tibia fusus.
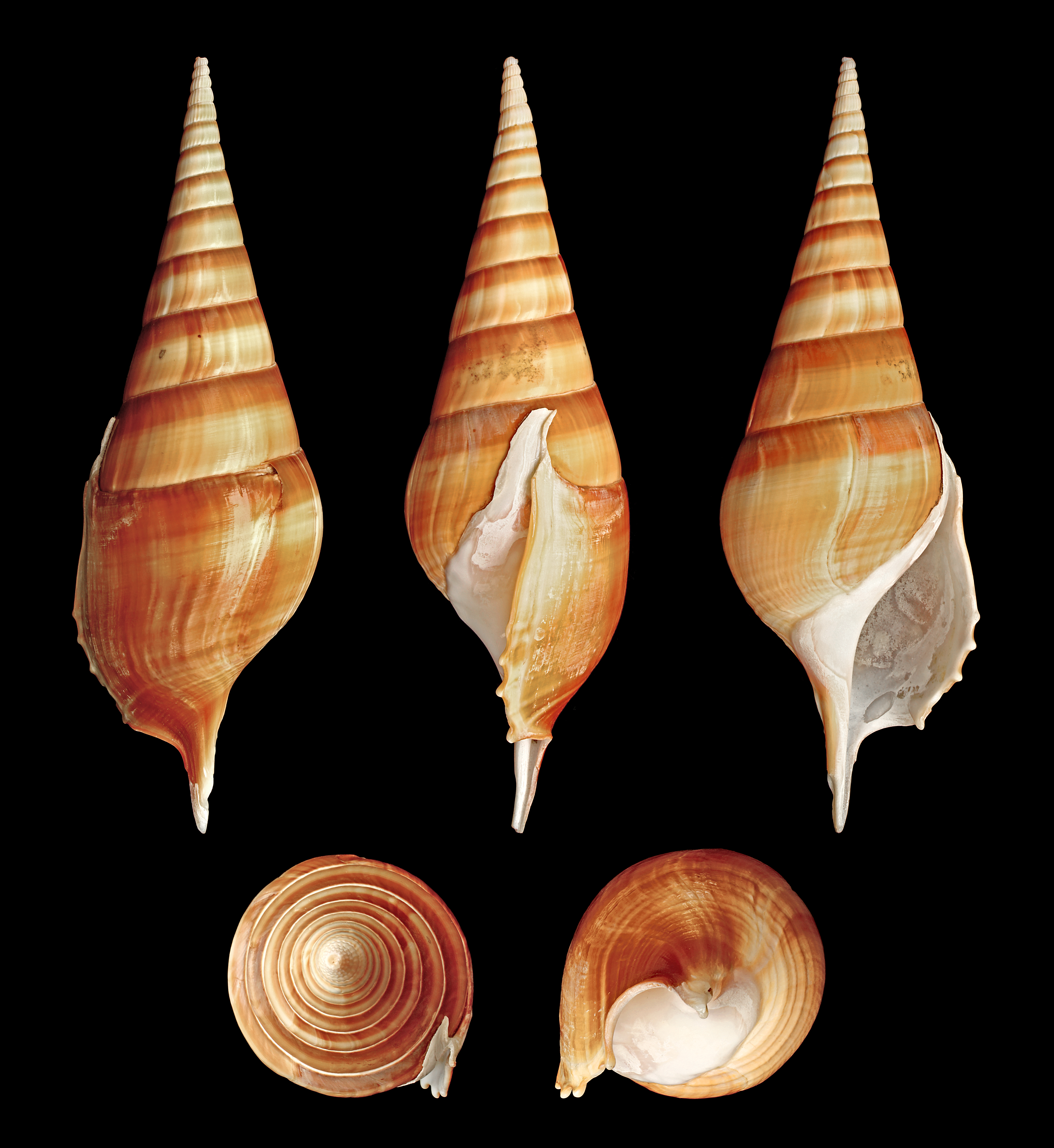
Tibia insulaechorab.
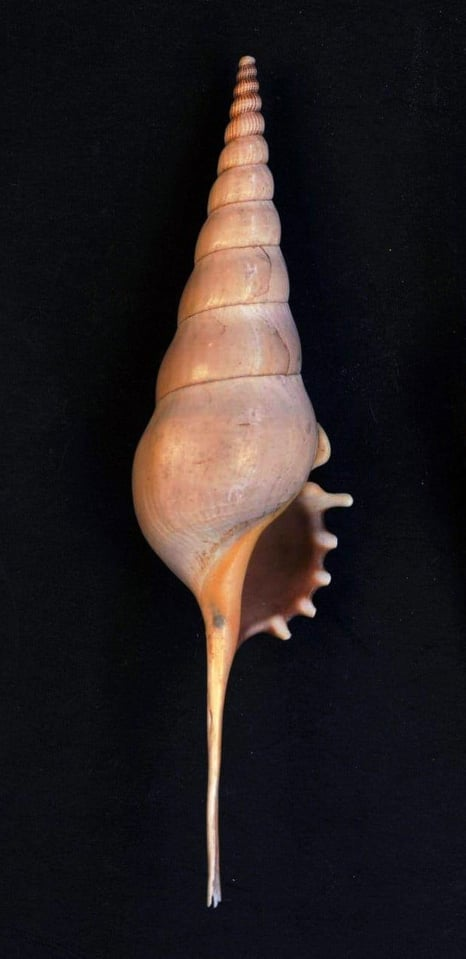
Tibia melanocheilus.